# Koh-i-Noor (diamante)

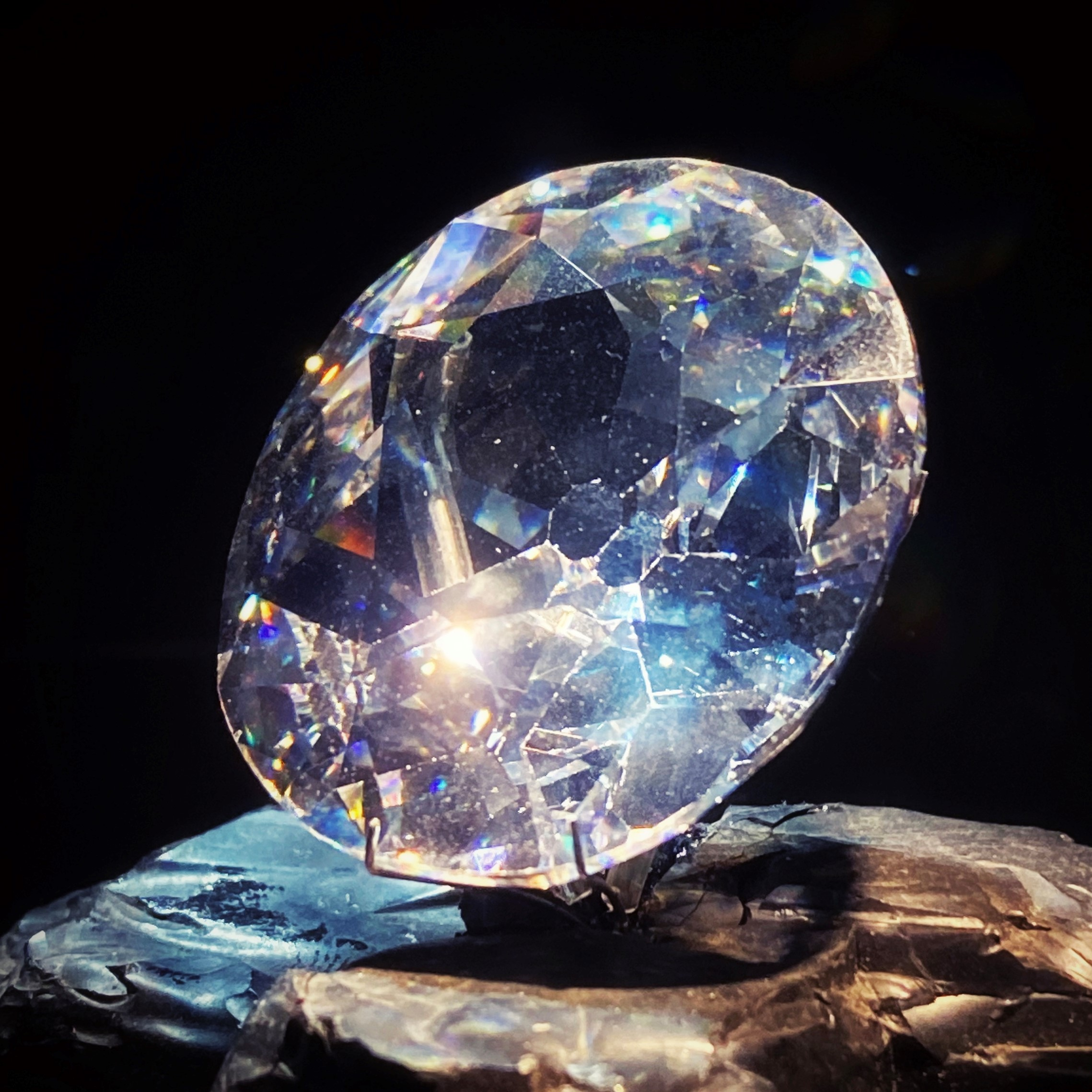
Replica del Koh-i-Noor

Il Koh-i-Noor (in persiano کوه نور‎, Kūh-e Nūr, "Montagna di luce") è un celebre diamante bianco che è stato per molto tempo il più grande diamante conosciuto al mondo.
È conservato nel museo della Torre di Londra ed è incastonato al centro della croce maltese della corona di Elizabeth Bowes-Lyon, consorte di Giorgio VI. Il valore è inestimabile.

## La leggenda
Il Koh-i-Noor probabilmente fu estratto attorno al 1300 dalla miniera di Kollur, una delle celebri miniere diamantifere dell'antica Golconda, nello Stato di Andhra Pradesh in India. Si ritiene che anche un altro celebre diamante, il Darya-ye Noor, anch'esso di valore inestimabile, provenga dalla stessa miniera. Il Koh-i-Noor divenne per i grandi sovrani, fino all'età moderna, oggetto di scambio, guerra e leggende.
Le prime testimonianze sul Koh-i-Noor sono riportate nel Bāburnāma, opera scritta in Turki che narra la storia del sovrano dei Moghul Muḥammad Bābur discendente diretto di Tamerlano e pronipote di Genghis Khan. Egli ottenne la pietra come bottino di guerra nel 1526 sconfiggendo il Sultano di Delhi, Ibrāhīm Lōdī. Da allora la gemma fu chiamata il diamante di Bābur. Si dice che quando Bābur invase Delhi, la madre del sovrano della città fosse andata personalmente da Humāyūn, il figlio di Bābur, per consegnargli il diamante in un cofanetto d'oro chiedendo pietà per la sua gente, ma questo dettaglio è oggetto di disputa. Secondo una leggenda, pochi anni dopo Humāyūn si ammalò e qualcuno disse al padre che, per salvarlo, avrebbe dovuto liberarsi del diamante. Il sovrano reagì con scetticismo al consiglio e le condizioni di Humāyūn peggiorarono finché Bābur, disperato, pregò di poter morire al posto del figlio. Accadde così che Humāyūn si riprese dalla malattia mentre la salute di Bābur peggiorò, portandolo alla morte nel 1530. Il regno, assieme al diamante, passò al figlio.
Humāyūn in totale regnò per 26 anni, anche se con molte interruzioni, dovute sia a sfavorevoli condizioni interne che alla costante pressione degli Afghani. Nel 1544 fu esiliato e trovò accoglienza a Herāt nel Khorāsān persiano, presso la corte di Shāh Ṭahmasp, che gli fornì il sostegno militare necessario a riprendere il potere in India. Humāyūn in segno di gratitudine nel 1547 decise di donare al sovrano persiano il diamante di Bābur. Nel 1556 appena ristabilito il suo potere, Humāyūn tornò nel suo palazzo in India e morì dopo pochi mesi cadendo dalle scale della sua biblioteca, probabilmente sotto l'effetto dell'oppio. Il Koh-i-Noor rimase nelle mani di Shāh Ṭahmasp che poco più tardi rispedì la pietra in India al sovrano del Deccan, Burhan Nizam.
Shāh Jahān, nipote di Humāyūn, famoso per avere fatto costruire il Tāj Maḥal, affidò la regione del Deccan al figlio, Aurangzeb. Il sultano del Deccan, per assicurarsi l'amicizia di Aurangzeb, gli donò il grande diamante e il padre, Shāh Jahān, lo fece incastonare sul celebre trono del pavone. A conferma della leggenda, il sovrano fu deposto e imprigionato dal figlio nel Forte rosso di Agra fino alla sua morte nel 1666. Un'altra leggenda vuole che Aurangzeb avesse tolto il diamante dal trono del pavone e lo avesse posto dietro una finestra del Tāj Maḥal affinché Shāh Jahān potesse individuare il mausoleo guardando il riflesso del diamante dalla sua prigione. Aurangzeb fece sfaccettare il diamante dall'artigiano veneziano Hortenso Borgia che ne diminuì il peso da 793 carati a 186 carati: il sovrano, pensando di essere stato truffato si fece pagare un'esorbitante somma di denaro per il danno subito.
Nel 1736 Nādir Shāh, un giovane e valoroso condottiero, si proclamò shah di Persia, deponendo l'ultimo re dei Safavidi. Nello stesso anno concluse la pace con i turchi e decise di invadere l'impero dei Moghul. Nel 1739 Nādir Shāh riuscì a sconfiggere i Moghul nella battaglia di Karnal. Consapevole di non potere gestire un così vasto impero, decise di lasciare il regno al Moghul Muhammad Shah, chiedendo in cambio delle spese di guerra i gioielli della corona moghul, compreso il Trono del Pavone. Essendo inoltre stato informato da una concubina dell'harem di Muhammad Shah che il sultano nascondeva nel suo turbante due pietre preziose, Nādir Shāh invitò il sultano indiano a un ricevimento e concordando l'alleanza propose l'antica usanza di scambiarsi le corone. Quando tornò ai suoi alloggi e srotolò il turbante trovò la stupenda pietra ed esclamò “Koh-i-Noor!”, ovvero Montagna di Luce in lingua farsi. L'altra pietra era il Darya-ye Noor, l'Oceano di Luce. Rafforzando ulteriormente la cattiva fama del diamante, Nādir Shāh impazzì e si trasformò in un tiranno crudele, finché non venne assassinato nel sonno, nel 1747.
Il regno fu quindi conteso tra i figli e i nipoti di Nādir Shāh fino a quando Ahmad Shah Abdali, un generale di Nādir Shāh, salì al potere, impadronendosi del Koh-i-Noor. La nuova dinastia si stanziò in Afghanistan e il diamante passò da un sovrano all'altro della medesima famiglia, scossa da una lunga serie di conflitti e complotti. Nel 1810 l'ultimo sovrano della dinastia, Shah Shuja Durrani (1785-1842), trovò rifugio presso la corte di Ranjit Singh (1780-1839) imperatore Sikh del Punjab. Ranjit Singh pretese il Koh-i-Noor in cambio dell'ospitalità  e riuscì ad ottenerlo dal riluttante Shuja.

## Storia
Il Koh-i-Noor rimase in mano ai Sikh fino al 1849 quando il Punjab fu annesso ai possedimenti britannici con il trattato di Lahore, al termine della Prima guerra anglo-sikh. Il trattato prevedeva anche la consegna del diamante alla corona britannica. Il governatore generale britannico Lord Dalhousie, responsabile della ratifica del trattato, dispose che il Koh-i-Noor dovesse essere presentato alla regina Vittoria dal sovrano tredicenne Duleep Singh (1838-1893) in persona. Il diamante quindi fu spedito sul vascello HMS Medea, in un viaggio travagliato, finché finalmente il 3 luglio del 1850 venne consegnato alla regina Vittoria.
Il celebre diamante fu esposto nel 1851 al Crystal Palace di Joseph Paxton durante l'Esposizione Universale di Londra a Hyde Park. Secondo l'opinione dei visitatori, dei giornalisti e del principe consorte Alberto, la pietra sembrava poco luminosa e tagliata male. Secondo uno studio effettuato nel 1852 dal gioielliere di corte, la pietra andava tagliata nuovamente. Oltre a presentare molte imperfezioni al suo interno, il taglio scadente non faceva risaltare appieno lo splendore del Koh-i-Noor. Il nuovo taglio venne affidato a Mozes Coster, il più grande commerciante ebreo olandese di diamanti, che inviò alla corte britannica il suo migliore artigiano con i suoi assistenti. Per il lavoro fu costruita un'apposita macchina a vapore e il taglio fu completato dopo 38 giorni, sotto la supervisione del principe Alberto in persona, e costò 8000 sterline. Dopo il nuovo taglio ovale, il giovane Dulip Singh esaminò il Koh-i-Noor sotto richiesta della regina che glielo mostrò di persona, e disse di essere fiero di aver lasciato il Koh-i-Noor nelle sue mani.
Nel 1853 il diamante fu incastonato su una tiara con altri 2000 diamanti su ordine della regina Vittoria. Nel 1902 fu utilizzato nella corona della regina consorte Alessandra; nel 1911 fu montato sulla corona utilizzata in occasione dell'incoronazione di Maria di Teck, consorte di re Giorgio V. Il diamante fu trasferito poi sulla corona di Elizabeth Bowes-Lyon, consorte di Giorgio VI, dove si trova tuttora.